# Phoenix (stacja telewizyjna)

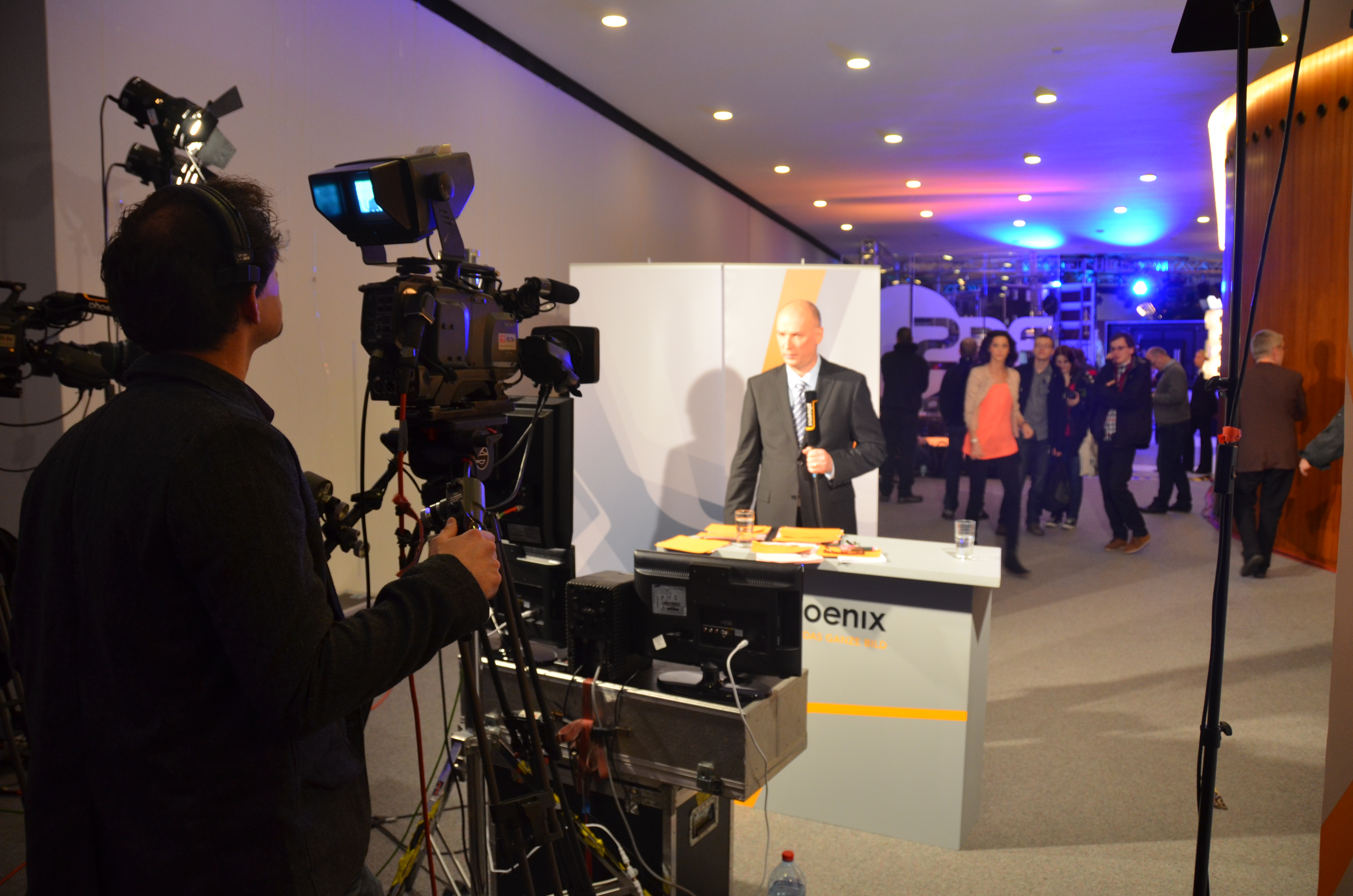
Emisja na żywo

Phoenix – kanał informacyjny i dokumentalny niemieckich nadawców publicznych ARD i ZDF. Został uruchomiony 7 kwietnia 1997.
Kanał transmituje m.in. posiedzenia niemieckiego parlamentu i wiele ważnych wydarzeń. Phoenix także emituje audycje Tagesschau i Heute-Journal w języku migowym.
Siedzibą stacji jest Bonn, zaś rolę zarządzającego nią członka ARD pełni WDR. Duża część programu jest realizowana przez ARD-Hauptstadtstudio w Berlinie. Kanał posiada także własne studio w stolicy, przy Bramie Brandenburskiej.